# Siokunichthys striatus
Siokunichthys striatus är en fiskart som beskrevs av Hans W. Fricke 2004. Siokunichthys striatus ingår i släktet Siokunichthys och familjen kantnålsfiskar. Inga underarter finns listade i Catalogue of Life.